# Sumbe
Sumbe (conocida hasta 1975 como Novo Redondo) es una comuna y municipio (Concelho de Sumbe) de la provincia de Cuanza Sur, en el oeste de Angola, región marítima en el océano Atlántico. 
Esta ciudad es capital de la provincia de Cuanza del Sur. 

## Geografía
El término tiene una extensión superficial de 3 890 km² y una población de 313 894 habitantes (2018).
Linda al norte con el municipio de Puerto Amboim; 
al este con los municipios de Conda, Seles y de Cassongue; 
al sur con la provincia de Bengo, municipios de Lobito y Bocoyo; 
y al oeste con el de océano Atlántico.

## Comunas
Este municipio agrupa cuatro comunas:
- Sumbe, sede.
- Gangula
- Kicombo
- Gungo.

## Historia
Durante la colonización portuguesa y hasta 1975 era llamada "Novo Redondo".